# Alois Kubíček
Alois Kubiček, křtěný Alois Antonín, psán i Kubíček (27. května 1887, Týniště nad Orlicí – 8. ledna 1970, Praha) byl český inženýr, architekt, památkář, historik architektury a publicista.

## Život
V letech 1906–1911 studoval architekturu na c.k. České vysoké škole technické v Praze u profesora Josefa Schulze. Byl zaměstnancem ministerstva veřejných prací. Věnoval se regulačním plánům a projektům veřejného významu. Ve 20. letech 20. století navrhoval hornické kolonie v severních Čechách a ve Slezsku (Hlučín). V roce 1926 přepracoval původní návrh Hornického domu v Moravské Ostravě stavitelů Koláře a Rubého v intencích nového klasicismu. Po válce pracoval ve stavebním úřadu hl. města Prahy, kde byl roku 1947 penzionován. Současně vedl odbor bytového stavebnictví na Ministerstvu ochrany práce a sociální péče.
Zabýval se především studiem architektonických památek, objevil Betlémskou kapli. Od roku 1938 byl aktivním členem a předsedou (1938, 1956–1962) Klubu Za starou Prahu. Podílel se na obnově Karolína a ochraně staré Prahy.
Architekt Kubiček obýval vilu na adrese Cukrovarnická 495/11 v Praze 6, kterou od něj koupil a od roku 1962 ji obýval známý český kreslíř, karikaturista, ilustrátor a humorista Jiří Winter - Neprakta.

## Dílo

### Architektonické projekty
- hornické kolonie v severních Čechách a ve Slezsku
- Hornický dům v Moravské Ostravě (úprava projektu)[2][3]
- projekt spojení centra Prahy se severozápadní oblastí tunely pod Letnou a pod Strahovem, ve spolupráci s Balcárkem a Koppem, 1937

### Knihy
- Pražské paláce (1946)
- Josef Zítek (1947)
- Betlémská kaple (1960)
- Stará Praha v nové kráse (1957)
- Strahov (1955, spoluautor Dobroslav Líbal)
- Barokní Praha v rytinách B. B. Wernera (1966)
- Karolinum a historické koleje University Karlovy v Praze (1961)
- Praha 1830 (Model Prahy Antonína Langweila) (1961)
- Bohumil Hypšman (1961, monografie)